# Hr. Tudse og Søvnigdalens Legende
Hr. Tudse og Søvnigdalens Legende (engelsk: The Adventures of Ichabod and Mr. Toad) er en amerikansk tegnefilm fra 1949, der er Disneys klassiker nr. 11. Filmen er delt i to historier – den ene om Hr. Tudse, der køber en ny bil, og den anden om skolelæreren Ikkipot Ravn, der flytter til Søvnigdalen. Kun Søvnigdalens Legende findes med dansk tale.

## Hr. Tudse
Historien om Hr. Tudse baserer sig på Kenneth Grahames Vinden i Piletræerne. Hr. Tudse er en stenrig tudse, der er besat af køretøjer, og senest har han købt en hestevogn. På trods af råd fra sine venner, Rotte, Grævling og Muldvarp, kører han rundt i vognen som en galning.
En dag ser han en bil, som han straks bliver fuldstændig besat af. Han tager kontakt til den gruppe væsler, der ser ud til at være ejerne af bilen, og de sælger ham bilen til gengæld for hans landsted og hjem, Tudseborg. Imidlertid havde væslerne stjålet bilen, og da Hr. Tudse bliver anholdt for tyveriet, må Rotte, Grævling og Muldvarp træde til for at hjælpe ham.

## Søvnigdalens Legende
I denne tegnefilm flytter skolelæreren Ikkipot Ravn til Søvnigdalen for at blive områdets nye lærer. Han forelsker sig hurtigt i Kathrine, der er datter er dalens rigeste indbygger. Til trods for, at han mobbes på grund af sit kejtede udseende og klodsede fremtoning, bliver han hurtigt damernes ven – til stor ærgrelse for den lokale bølle Brum Basse, der også vil giftes med Kathrine.
Brum vælger derfor at genoplive en gammel legende om en hovedløs rytter, der hærger dalen, i forsøget på at skræmme Ikkipot Ravn til at forlade dalen.
Tim Burtons Sleepy Hollow baserer sig på Søvnigdalens Legende.

## Danske stemmer
Af de to tegnefilm findes kun Søvnigdalens Legende med danske stemmer. Disse stemmer blev indspillet i 1990. The Prince and the Pauper 1990ː  De danske stemmer er: Nis Bank-Mikkelsen, Henrik Koefoed, Timm Mehrens, Lars Thiesgaard, Nis Bank-Mikkelsen, Bjarne Hansen, Andreas Hviid, Pauline Rehné og Torben Sekov.
Instruktør: Lars Thiesgaard, Oversættelse: Michael Skovgaard, Producer: Svend Christiansen
Søvnigdalens Legende
Henrik Koefoed: Fortæller,
Tritonius-koret, Leder af, Sang & Korinstruktør: John Høybye
Oversættelse: Michael Skovgaard, Instruktør: Christian Clausen, Diresh Mirchandani,
Rolf Auhagen,
Lars Lundholm,
Svend Christiansen: Producer,
Sun Studio